# Фонтен-ле-Дижон (кантон)
Фонтен-ле-Дижон (фр. Fontaine-lès-Dijon) — кантон во Франции, находится в регионе Бургундия. Департамент кантона — Кот-д’Ор. Входит в состав округа Дижон. Население кантона на 2006 год составляло 33 192 человека.
Код INSEE кантона — 2143. Всего в кантон Фонтен-ле-Дижон входят 13 коммун, из них главной коммуной является Фонтен-ле-Дижон.

## Коммуны кантона
- Аюй — население 1283 чел.
- Аньер-ле-Дижон — население 1125 чел.
- Бельфон — население 813 чел.
- Де — население 1431 чел.
- Даруа — население 368 чел.
- Этоль — население 248 чел.
- Фонтен-ле-Дижон — население 8947 чел.
- Отвиль-ле-Дижон — население 1076 чел.
- Мессиньи-э-Ванту — население 1456 чел.
- Норж-ла-Виль — население 918 чел.
- Пломбьер-ле-Дижон — население 2816 чел.
- Савиньи-ле-Сек — население 813 чел.
- Талан — население 11898 чел.